# Santiago Astata
Santiago Astata là một đô thị thuộc bang Oaxaca, México. Năm 2005, dân số của đô thị này là 3642 người.